# Liste de films tournés dans la vallée de Chamonix

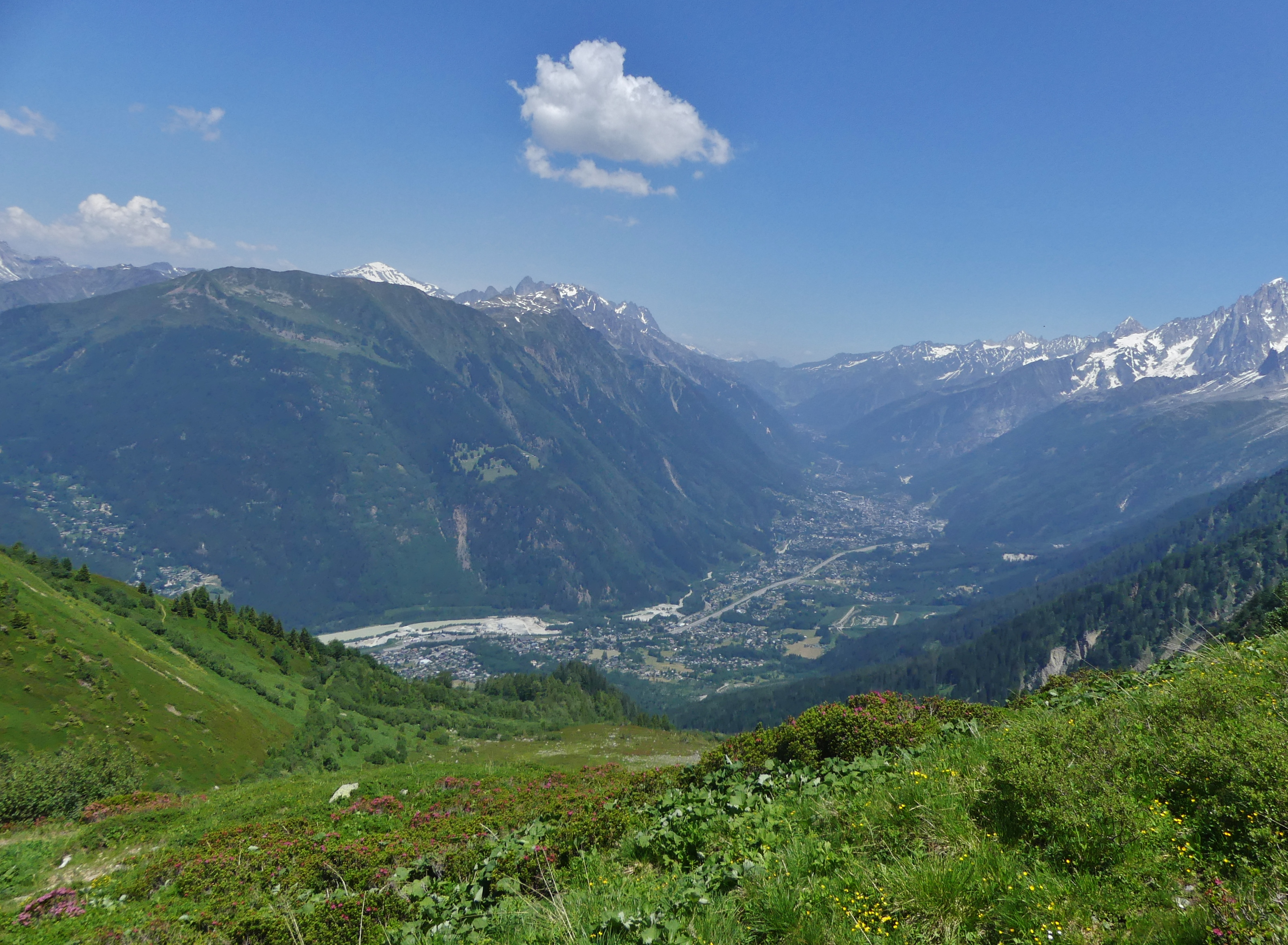
Vue de la vallée de Chamonix depuis le col du Mont-Lachat au sud-ouest.

Entre 1911 à 2007, cinquante longs-métrages ont été tournés dans la vallée de Chamonix.
Parmi les principaux cinéastes figurent Méliès, les frères Lumière, Max Linder, Abel Gance, Christian-Jaque, Philippe de Broca, Alain Resnais, John Huston, Claude Lelouch, Claude Miller, Élie Chouraqui, Mathieu Kassovitz, Michael Apted, Gilles Legrand.
En avril 2008, le site IMDB spécialisé dans les listes de films par commune recense 27 films ou téléfilms.

## Liste des œuvres

### Films

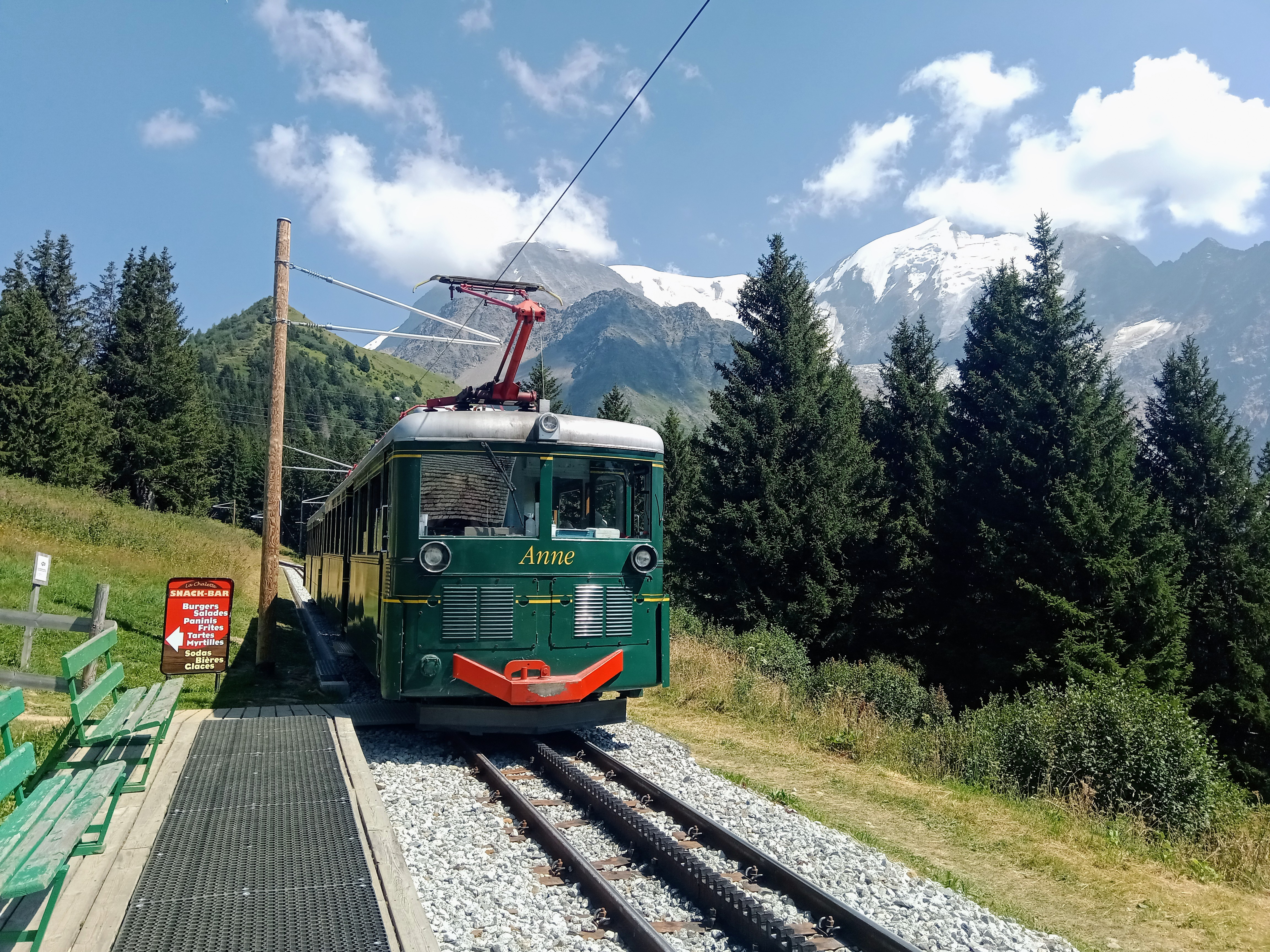
Le tramway du Mont-Blanc qui apparaît dans plusieurs productions.

- 1915 : Chamonix au pied du Mont-Blanc, film réalisé par Frederick Burlingham[3]
- 1923 : Traversée du Grépon, film réalisé par André Sauvage[4], le premier film de montagne
- 1923 : La Roue, film réalisé par Abel Gance
- 1930 : Tempête sur le mont Blanc, film réalisé par Arnold Fanck
- 1933 : Trois vies et une corde, film réalisé par Henri Storck, musique de Maurice Joubert
- 1937 : La Grande Illusion de Jean Renoir
- 1940 : Le Grand Élan, film réalisé par Christian-Jaque
- 1941 : L'Assassinat du Père Noël, film réalisé par Christian-Jaque - Lieu : Chamonix-Mont-Blanc[5]
- 1942 : À l'assaut des aiguilles du Diable, film réalisé par Marcel Ichac avec le célèbre guide Armand Charlet
- 1944 : Premier de cordée, film réalisé par  Louis Daquin adapté du roman de Roger Frison-Roche
- 1950 : La Tour blanche, film réalisé par Ted Tetzlaff, avec Alida Valli et Glenn Ford
- 1956 : La Neige en deuil, film réalisé par Edward Dmytryk, d’après un roman d'Henri Troyat
- 1956 : Étoiles et tempêtes, film réalisé par Maurice Baquet avec Gaston Rébuffat et Georges Tairraz
- 1959 : Les Étoiles de midi, film  réalisé par Marcel Ichac, avec notamment Lionel Terray et René Desmaison, qui reste LE grand classique du cinéma de montagne[6].
- 1966 : Le Conquérant de l'inutile  réalisé par Marcel Ichac en hommage à son ami Lionel Terray
- 1975 : L'Homme qui voulut être roi réalisé par John Huston, adapté de la nouvelle homonyme de Rudyard Kipling - Lieu : Chamonix-Mont-Blanc[5].
- 1983 : Les Voleurs de la nuit, film réalisé par Samuel Fuller
- 1988 : La Face de l'ogre, réalisé par Bernard Giraudeau
- 1993 : Les Marmottes, film réalisé par Élie Chouraqui - Lieux : Hôtel du Montenvers, La Flégère[5]
- 1993 : Tout ça… pour ça !, film réalisé par Claude Lelouch
- 1994 : Pushing the Limits, film réalisé par Thierry Donard
- 1995 : Zigrail réalisé par André Turpin
- 1996 : L'Échappée belle, film réalisé par Étienne Dhaene
- 1998 : Les Boys 2, film réalisé par Louis Saia, une comédie québécoise
- 1999 : Le monde ne suffit pas, film réalisé par Michael Apted
- 2000 : Les Rivières pourpres, film réalisé par Mathieu Kassovitz
- 2003 : Snowboarder d'Olias Barco
- 2004 : nombreux courts-métrages tournés à Chamonix sont présentés au Cham festival le 30 avril 2004. Ces courts-métrages sont téléchargeables sur le site du festival[7].
- 2004 : Malabar Princess, film réalisé par Gilles Legrand, adapté d'une histoire vraie - Lieu : Chamonix-Mont-Blanc[5]
- 2006 : Les Aiguilles rouges, film réalisé par Jean-François Davy, une œuvre de fiction originale. Le tournage du film, fin août 2005, réunit 350 figurants et dura 50 jours[8].
- 2007 : Pas douce, film réalisé par Jeanne Waltz
- 2008 : Enfin veuve réalisé par Isabelle Mergault. La fin du film a été tournée en mai 2007 à Chamonix[9].
- 2008 : La Jeune Fille et les Loups, film réalisé par  Gilles Legrand. le film a été tourné dans la vallée en juin 2007.
- 2008 : Le crime est notre affaire, film réalisé par Pascal Thomas
- 2009 : Mutants, film réalisé par David Morley
- 2010 : Au-delà (Hereafter), film réalisé par Clint Eastwood - Lieu : Chamonix-Mont-Blanc[5]
- 2017 : Tout là-haut, film réalisé par Serge Hazanavicius
- 2022 : Les Têtes givrées, film réalisé par Stéphane Cazes

### Téléfilms et reportages
- 1975 : Mort d'un guide, téléfilm réalisé par Jacques Ertaud
- 1981 : La Voie Jackson, téléfilm réalisé par Gérard Herzog
- 1986 : Les inconnus du mont Blanc, téléfilm réalisé par  le guide de haute montagne Denis Ducroz
- 1999 : Premier de cordée, téléfilm réalisé par Pierre-Antoine Hiroz et Édouard Niermans, adapté du roman de Roger Frison-Roche
- 2007 : Mémoire de glace, téléfilm réalisé par Pierre-Antoine Hiroz, tourné durant l'hiver 2005 - 2006 et diffusé sur France 2 en janvier 2007
- 2007 : Mont-Blanc express, reportage réalisé par Gilles Perret, diffusé sur France 3 le 30 septembre 2007 dans l'émission Chroniques d'en haut[10]
- 2007 : Heidi, série télévisée
- 2008 : Passion des cimes, téléfilm réalisé par Rémy Tézier, avec Catherine Destivelle. Ce téléfilm a été tourné à Chamonix en juin et septembre 2006
- 2008 : l'émission Échappées belles animée par Sophie Jovillard, tournée en 2007 et diffusée en mars 2008[11].

## Pour approfondir